# Michael Green
Michael Boris Green FRS (* 22. května 1946) je britský fyzik a jeden z průkopníků teorie strun. Působí jako profesor na Katedře aplikované matematiky a teoretické fyziky v Clare Hall v Cambridge v Anglii. V roce 2009 nahradil Stephena Hawkinga na pozici Lukasiánského profesora matematiky, kterým byl do roku 2015.

## Vzdělávání
Green se narodil v Londýně. Absolvoval William Ellis School v Londýně a Churchill College v Cambridgi , kde získal bakalářský titul z teoretické fyziky (1967) a doktorát v oboru teorie elementárních částic (1970).

## Kariéra
Po zisku doktorátu absolvoval postgraduální výzkum na Princetonské univerzitě (1970-1972), Univerzitě v Cambridgi a Oxfordské univerzitě. Mezi lety 1978 a 1993 byl docentem a profesorem na Queen Mary College na Londýnské univerzitě a v červenci 1993 byl jmenován profesorem teoretické fyziky na Univerzitě v Cambridge. V říjnu 2009 byl jmenován lukasiánským profesorem matematiky, když ve funkci vystřídal Stephena Hawkinga. V roce 2015 ho vystřídal Michael Cates, specialista na koloidy, gely, a prachové částice.

## Výzkum
Po mnohaleté spolupráci s Johnem Henry Schwarzem,objevili v roce 1984 zrušení anomálií v typu I teorie strun. Tento průlom s názvem Greenův–Schwarzův mechanismus inicioval první superstrunovou revoluci. Green také pracoval na Dirichletových okrajových podmínkách v teorii strun, které vedly k předpokladu D-brán a instatonů.

## Ocenění a vyznamenání
Green získal Diracovu a Maxwellovu medaili, Diracova cena a cenu Dannieho Heinemena od Americké fyzikální společnosti. Byl zvolen do Královské Společnosti v roce 1989. Green je spoluautorem více než 150 výzkumných prací.
V roce 2013 získali Green a Schwarz Fundamental Physics Prize  za "otevření nových pohledů na kvantovou gravitaci a sjednocení interakcí."

## Vybrané publikace
- Green, M., John H. Schwarz, and E. Witten. Superstring Theory. Vol. 1, Introduction. Cambridge Monographs on Mathematical Physics. Cambridge, UK: Cambridge University Press, 1988. ISBN 9780521357524.
- Superstring Theory. Vol. 2, Loop Amplitutes, Anomalies and Phenomenology. Cambridge, UK: Cambridge University Press, 1988. ISBN 9780521357531.